# Al-Ruhaybah
Al-Ruhaybah hoặc Al-Ruhaibah (tiếng Ả Rập: الرحيبة) là một thành phố của Syria ở huyện Al-Qutayfah của Tỉnh bang Dimashq. Theo Cục Thống kê Trung ương Syria (CBS), Ar-Ruhaybah có dân số 30.450 trong cuộc điều tra dân số năm 2004. Cư dân của nó chủ yếu là người Hồi giáo Sunni.